# Vijaya Raghunatha Raya Tondaiman I
Vijaya Raghunatha Raya Tondaiman I (Pudukkottai, 25 agosto 1713 – Pudukkottai, 28 dicembre 1769) fu Raja di Pudukkottai dal 1730 al 1769.

## Biografia

### I primi anni
Vijaya Raghunatha Raya Tondaiman I nacque il 25 agosto 1713 da Thirumalai Raya Tondaiman Sahib, principe ereditario del regno di Pudukkottai e da sua moglie, Nallayi Ayi Sahib. Venne educato con tutori privati. Alla morte di suo padre nel 1729, Vijaya Raghunatha Raya Tondaiman I venne creato principe ereditario da suo nonno, Raghunatha Raya Tondaiman, il raja di Pudukkottai.

### Il regno
Vijaya Raghunatha Raya Tondaiman I venne incoronato re a Kudumiyanmalai alla morte di suo nonno, Raghunatha Raya Tondaiman, il raja di Pudukkottai, nel 1730. Poco dopo la sua ascesa, scoppiò una sanguinosa guerra civile e Vijaya Raghunatha Raya Tondaiman I dovette combattere i suoi stessi zii per poter mantenere il proprio trono. Nel 1733, il generale thanjavur maratha, Ananda Rao, invase lo stato di Pudukkottai ed assediò Vijaya Raghunatha Raya Tondaiman I al forte di Thirumayam per più di un anno, distruggendone le difese e saccheggiando il villaggio sottostante prima di abbandonare l'impresa.
Quando scoppiò la seconda guerra carnatica nel 1750, Vijaya Raghunatha Raya Tondaiman I si alleò con la Compagnia britannica delle Indie orientali e con i maratha contro Chanda Sahib ed i rivali coloni francesi. Egli si preoccupò di rifornire di viveri gli inglesi durante l'assedio di Trichinopoly. Nel maggio del 1754, divenne l'obbiettivo di una spedizione punitiva organizzata dai francesi.

### Matrimonio e figli
Vijaya Raghunatha Raya Tondaiman I ebbe un solo figlio che gli sopravvisse:
- Raya Raghunatha Tondaiman